# Vitali Kuznețov
Vitali Kuznețov (n. 16 februarie 1941, Yaña Macın⁠(d), RSFS Rusă, URSS – d. 12 octombrie 2011, Moscova, Rusia) a fost un judocan ce a reprezentat Uniunea Republicilor Sovietice Socialiste, medaliat olimpic. A participat la o ediție a Jocurilor Olimpice (1972) în care a câștigat o medalie de argint.

## Participări
Lista de mai jos prezintă principalele competiții la care a participat Vitali Kuznețov de-a lungul carierei.
- judo at the 1972 Summer Olympics – men's open category[*]